# Jean Rousseau (horloger)
 (avril 2025).
Pour les articles homonymes, voir Jean Rousseau.
Jean Rousseau est un horloger genevois né le 29 mars 1606 à Genève et mort le 26 mai 1684 dans la même ville[source insuffisante]. Il est le grand-père de l'horloger Isaac Rousseau et l'arrière-grand-père du philosophe Jean-Jacques Rousseau.
Il a produit de nombreuses montres de poches. 

## Famille
On lui attribue 18 enfants avec Lydie Mussard[source insuffisante], dont David Rousseau (1641-1738), horloger, père d'Isaac Rousseau. 
Son grand-père paternel Didier Rousseau (1530-1580/84) est un calviniste né à Paris, qui exerçait comme libraire, et ayant immigré à Genève en 1550 pour des raisons religieuses[source insuffisante].

## Production
La production horlogère de Jean Rousseau est composée de diverses montres de poche de forme ronde, ovale, parfois en forme de crâne humain ou de tulipe. Ses montres rondes et ovales ont généralement un boîtier gravé, évidé et ciselé en laiton et cristal de roche[réf. souhaitée].
il reste une soixantaine de pièces connues, dont la moitié répartie dans des musées (Louvre, MET, musée Patek Philippe de Genève)[réf. souhaitée].